# Nilobezzia setoensis
Nilobezzia setoensis är en tvåvingeart som först beskrevs av Tokunaga 1939.  Nilobezzia setoensis ingår i släktet Nilobezzia och familjen svidknott. Inga underarter finns listade i Catalogue of Life.